# Teiche am Landgraben
Die Teiche am Landgraben sind ein am 30. Oktober 1987 vom Regierungspräsidium Karlsruhe durch Verordnung ausgewiesenes Naturschutzgebiet auf dem Gebiet der Stadt Weinheim im Rhein-Neckar-Kreis.

## Lage
Das 2,9 Hektar große Schutzgebiet liegt am westlichen Stadtrand von Weinheim. Es wird im Osten vom Landgraben, im Norden von der Bahnstrecke Mannheim–Weinheim, im Süden von der ehemaligen Bahnstrecke Weinheim–Worms und im Westen von einem Grünweg begrenzt. Es gehört zum Naturraum Hessische Rheinebene.

## Schutzzweck
Wesentlicher Schutzzweck des Naturschutzgebiets ist laut Verordnung „die Erhaltung und Förderung eines regional bedeutenden Feuchtgebiets innerhalb eines Biotopverbundsystems, der an diese Flächen gebundenen Pflanzen- und Tiergesellschaften, die vielfach gefährdet sind, [und] eines bedeutenden landschaftsgliedernden und landschaftsbelebenden Strukturelements.“

## Landschaftscharakter
Im Norden des Gebietes liegen zwei künstliche Teiche, die ursprünglich durch die Tongewinnung entstanden sind. Unter der Tonschicht (Mächtigkeit ca. 18 m) lagern graue Sande und Kiese einer ehemaligen Neckarschlinge. Die Sande führen u. a. kristallines Odenwaldgeschiebe. Der Neckar ist wohl noch im  Alluvium hier entlang geflossen. Die beiden Teiche wurden später als Absetzbecken für die Kläranlage Süd genutzt. Südlich davon befindet sich ein schmaler Saum aus Gehölzen und Hochstauden, der parallel zum außerhalb des Gebiets liegenden, begradigten Landgraben verläuft. Das Schutzgebiet ist im südlichen Teil nur ca. 15 m breit. Im Norden und Osten grenzt der Siedlungsbereich von Weinheim unmittelbar an, westlich davon liegen intensiv bewirtschaftete Äcker, die noch in den 1980er Jahren als wechselfeuchte Wiesenflächen beschrieben wurden.